# 圧力レギュレータ

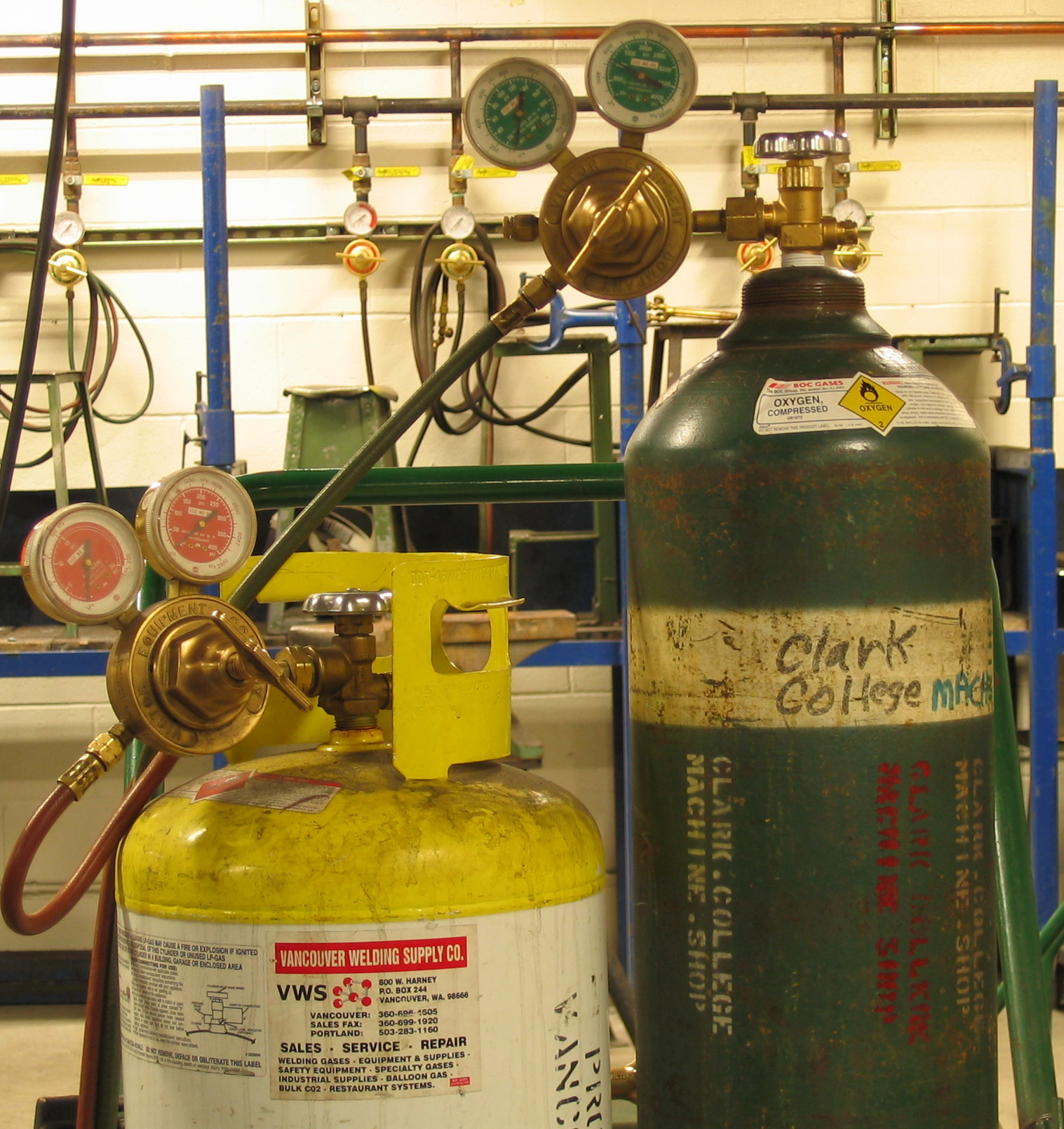
Oxygen and MAPP gas cylinders with two-stage pressure regulators

圧力レギュレータ(あつりょくレギュレータ)または圧力レギュレーターとは、高圧の流体（液体や気体）を一定の圧力へ下げるバルブである。流体の供給ラインやボンベに取り付けられ、必要とする圧力に下げて保つために用いられる。
圧力レギュレータは圧力を調整することを目的としたものであり、流量の制御を行うマスフローコントローラとは区別される。

## 構造
圧力レギュレータは、一次圧（上流側）が十分に高い場合に、二次圧（下流側）が調節された圧力になるように制御することができる。ただし、一次側の流量が下がれば、二次側の流量も低下する。
圧力レギュレータは充てん部・計測部・制御部から構成される。
- 充てん部は、制御部へ必要な力を伝える部分であり、おもりやばね、ピストンアクチュエーターやばねと組み合わせたダイアフラムアクチュエーターなどが用いられる。

- 計測部は、供給されようとしている圧力が二次圧と同じかを計測しており、ダイアフラム式では充てんも兼ねることができる。
- 制御部には流量を制御できるグローブバルブ・バタフライバルブ・ポペットバルブ等が配される。

図に示した単段式圧力レギュレータでは、調圧のためのポペットバルブを制御するために一次側と二次側の圧力差による力が用いられている。入力圧がない状態ではダイアフラムの上のばねがポペットバルブを押し下げ、開状態になる。入力圧が加わると上部チャンバーにガスが流入し、内部圧力が上昇してばねの応力を上回りダイアフラムが押し上がり、その結果バルブが閉状態になる。上部のハンドルでばね応力を調節することで制御圧を調整することができる。

単段式圧力レギュレータ

二段式圧力レギュレータ

### 二段式圧力レギュレータ
二段式圧力レギュレータは段階的に圧力を下げる機能を持ったレギュレータである。一段目はプリセット圧であり、一次・二次圧の中間域へ降圧される。二段目ではこの中間圧からさらに目的の二次圧へ降圧される。単段式と比較してより安定した圧力に制御することができる。